# Бузи, Лигор
Лигор Бузи (алб. Ligor Buzi; 1915—1994) — албано-американский журналист, известный также как один из самых первых сторонников фашизма в Албании. По окончании Второй мировой войны он поселился в США, где играл важную роль в местном албанском сообществе.

## Биография
Лигор Бузи родился в деревне Любоня в районе города Корча, на юге Албании, 27 ноября 1915 года. Он изучал юриспруденцию, получив степень доктора права в Болонском университете (Италия).. В период итальянской оккупации Албании (с 1939 по 1943 год) Бузи был одним из наиболее активных лидеров Албанской ликторской молодёжи, молодёжной организации Албанской фашистской партии, в районе Корчи. Кроме того, он работал редактором партийной газеты Liktori и выступал в качестве комментатора на профашистских пропагандистских радиостанциях. После капитуляции Италии в 1943 году Бузи переехал в эту страну. В 1948 году он поселился в американском городе Бриджпорт (штат Коннектикут), где женился на американке албанского происхождения.
В июне 1951 года Бузи устроился на работу в албанскую службу радио «Свободная Европа». Он отрицал какую-либо свою связь с фашистскими молодёжными организациями и заявлял, что начало Второй мировой войны встретил уже будучи в Италии, где он проживал до 1948 года.
Вскоре после своего прибытия в США он приветствовал в этой стране своего друга Василя Алярупи (1908—1977), который был известен как один из самых верных агентов фашистской Италии в Албании до и во время Второй мировой войны. До своего появления в США он находился в Латинской Америке. Бузи активно помогал Алярупи, что привлекло к нему внимание со стороны американской администрации и членов албанско-американской общины. В итоге он был уволен со своей должности на радио «Свободная Европа».
Тем не менее, Бузи оставался членом Ассамблеи порабощённых народов Европы. Кроме того, он также был активным членом албанско-американской общины и албанско-американской православной общины. Его статьи публиковались в изданиях албанских эмигрантов в США и Европе.
Лигор Бузи умер 2 июля 1994 года.